# OSQAR-Experiment
Das Experiment OSQAR (Optical Search for QED Vacuum Birefringence, Axions and Photon Regeneration, „optische Suche nach quantenelektrodynamischer Vakuum-Doppelbrechung, Axionen und Photonen-Wiederherstellung“) am CERN ist ein Experiment, mit dem seit 2007 die Wechselwirkung eines Laserfelds mit einem starken transversalen Magnetfeld untersucht wird. Dabei werden vor allem zwei Zielrichtungen verfolgt: erstens die Suche nach axionartigen und anderen Teilchen jenseits des Standardmodells und zweitens der Nachweis der doppelbrechenden Eigenschaften des Vakuums in einem Magnetfeld. Das Experiment lieferte die bisher strengsten modellunabhängigen Grenzen für die Zweiphotonen-Kopplungsstärke nahezu masseloser axionartiger Teilchen.
Das Experiment wurde in der Magnetversuchsanlage des CERN an der Grenze zwischen Frankreich und der Schweiz aufgebaut. Es nutzte zwei supraleitende Dipolmagnete, wie sie auch im Large Hadron Collider verwendet werden, in einer Vakuumkammer mit einer Gesamtlänge von 14 Metern und einem Durchmesser von etwa 40 Millimetern. Das Funktionsprinzip von OSQAR basiert auf einem Laserstrahl, der Photonen einem Magnetfeld von 9 Tesla aussetzt.
Es ist vorgesehen, die Ziele von OSQAR in Zukunft im Rahmen einer größeren Kollaboration (JURA) mit zusammen mit DESY zu verfolgen.

## OSQAR-LSW
OSQAR-LSW ist ein „Licht-durch-Wand“-Experiment (light shines through wall). Das starke Magnetfeld erlaubt prinzipiell die Umwandlung von Photonen im Laser in Axionen. Nach dem ersten LHC-Dipolmagneten befindet sich eine optische Barriere, welche zwar von den Axionen, aber nicht von den Laser-Photonen durchquert werden kann. In dem Feld des dahinter befindlichen zweiten Dipolmagnets können sich dann die erzeugten Axionen zurück in Photonen umwandeln und mittels einer CCD-Kamera registriert werden. Aufgrund der Kopplung an Axionen würde also Licht auf der anderen Seite der undurchdringlichen Barriere ankommen („durch die Wand scheinen“). Bei OSQAR wurde ein 18,5-W-Laser mit einer Wellenlänge von 532 nm verwendet. Es konnte die Existenz von Axionen mit einer Masse kleiner als 10−4 eV und einer Kopplungskonstante von 3,5×10−8 GeV−1 an Photonen mit einem Konfidenzniveau von 95 % ausschließen.

## OSQAR-CHASE
Nach einer anderen Art von hypothetischen Teilchen, den sogenannten Chameleon-Teilchen (Chameleon particle) mit variabler effektiver Masse, wird im chameleon afterglow search experiment OSQAR-CHASE gesucht. Anders als die Axionen würden Chameleons an der Barriere reflektiert und könnten dann über eine verzögerte Rückumwandlung in Photonen detektiert werden.

## OSQAR-VMB
Ziel dieses Experiments ist es, nachzuweisen, dass das von einem statischen Magnetfeld durchdrungene Vakuum der Quantenelektrodynamik (QED) doppelbrechend ist, d. h., dass linear polarisiertes Licht elliptisch polarisiert wird, wenn es durch ein Magnetfeld propagiert. Dies ist eine lange bekannte Vorhersage der QED, deren Nachweis weiterhin aussteht. Bisher konnte die für den Nachweis des Effekts nötige Sensitivität im Experiment nicht erreicht werden. Das Vorhaben wird im Rahmen der VMB@CERN-Kollaboration weiterverfolgt.